# Хусейн-хан II Шамлы
Хусейн-хан II Шамлы (азерб. II Hüseyn xan Şamlı; ум. 1618, Герат, Гератское бейлярбейство, Сефевидское государство) — военный и политический деятель Сефевидского государства, горчуе шамшир, эмир аль-умара, губернатор Кума и Герата. Сын эмира Алигулу-хана и отец Хасан-хана.

## Биография
Хусейн-хан был сыном Алигулу-хана Шамлы. Он упоминается в самом начале царствования шаха Аббаса I, о котором говорится как о одном из «великих эмиров» («umara-i uzzam»). На тот момент он был губернатором Кума, а также занимал должность горчуе шамшир. В 1598 году Хусейн-хан Шамлы был назначен на очень видный пост губернатора Герата и эмира аль-умара Хорасана. Хусейн-хан умер в 1618, прослужив на этой должности двадцать лет.